# Hillard Elkins
Hillard Elkins (Brooklyn, 18 de outubro de 1929 — Los Angeles, 1 de dezembro de 2010) foi um produtor de cinema e teatro norte-americano.